# 世界主教會議
世界主教會議（拉丁語：Synodus Episcoporum），或譯為世界主教代表會議，是天主教會下世界各地的個別教會之主教們的定期集會，為直屬於教宗的諮議團。

## 介紹
世界主教會議成立的目的是「促進教宗與主教之間的密切聯繫，以其意見協助教宗保全並增強信仰及道德，維護並加強教會紀律，研究教會在世界行動中的有關問題」。
世界主教會議依其性質可分為普通會議和特別會議兩種。普通會議討論的是適用於普世教會的議題，特別會議則是因特定地區的教會情況做討論。

## 主教會議秘書長列表
- Wladyslaw Rubin (1967年2月27日 – 1979年7月12日)
- 約澤夫·托姆科（英语：Jozef Tomko）樞機 (1979年7月12日 – 1985年4月24日)
- Jan Pieter Schotte (1985年4月24日 – 2004年2月11日)
- Nikola Eterović (2004年2月11日 – 2013年9月21日)
- 洛倫佐·巴爾迪塞利樞機 (2013年9月21日 –2020年9月15日)
- Mario Grech (2020年9月15日 –現任)